# Monsalupe
Monsalupe ist ein Ort und eine zentralspanische Gemeinde (municipio) mit 59 Einwohnern (Stand: 2024) in der Provinz Ávila in der Autonomen Region Kastilien-León. 

## Lage
Monsalupe befindet sich in den nördlichen Ausläufern der Sierra de Gredos gut 15 Kilometer nordnordwestlich von Ávila in einer Höhe von 1000 m. Das Klima im Winter ist kühl, im Sommer dagegen trotz der Höhenlage durchaus warm; der Regen (ca. 532 mm/Jahr) fällt – mit Ausnahme der nahezu regenlosen Sommermonate – verteilt übers ganze Jahr.

## Bevölkerungsentwicklung
| Jahr      | 1970 | 1981 | 1991 | 2001 | 2011 | 2021 |
| Einwohner | 259  | 186  | 123  | 78   | 62   | 60   |

## Sehenswürdigkeiten
- Paulskirche
- Kapelle